# Filbert Street (Fußballstadion)
Filbert Street war ein Fußballstadion in Leicester, England, und zwischen 1891 und 2002 die Heimspielstätte des Vereins Leicester City. Obwohl es Anfang der 1990er Jahre in „The City Business Stadium“ umbenannt wurde, wurde es, wie eine Vielzahl englischer Stadien, umgangssprachlich meist nach der Straße benannt, an der das Stadion lag.
Leicester City wurde 1884 als Leicester Fosse gegründet, da die meisten ihrer Gründer aus dem Westen der Stadt kamen, wo der Fluss Fosse Way floss. Zunächst spielte der Verein in einem Stadion das als Racecourse bekannt war, bevor sie für zwei Jahre den Victoria Park mit den Leicester Tigers teilten. Leicester Fosse spielte für ein weiteres Jahr auf dem Gelände einer Radstrecke, was jedoch zu teuer war und die Rückkehr zum Victoria Park erzwang. Nach einigen weiteren Umzügen wurde beschlossen, ein eigenes Grundstück aufzukaufen.
1891 siedelte sich der Verein an der Filbert Street an, wo zunächst nur eine kleine Tribüne auf der westlichen Seite stand. Erst 1921 wurde eine weitere und viel größere Tribüne auf der gegenüberliegenden Seite gebaut. 1927 wurde die Tribüne (bekannt als Double Decker) auf der südlichen Seite gebaut. In diesem Stand erreichte das Stadion am 18. Februar 1928 den Zuschauerrekord von 47.298 Fans während des FA-Cup-Spiels gegen Tottenham Hotspur.